# Lista episoadelor din Little People, Big World
Aceasta este lista episoadelor reality showului Little People, Big World difuzat de Discovery Travel & Living.

## Prezentare generală
| Sezonul | Sezonul | Episoade | Începutul sezonului | Finalul sezonului |
| ------- | ------- | -------- | ------------------- | ----------------- |
|         | 1       | 20       | 4 martie 2006       | 13 mai 2006       |
|         | 2       | 52       | 7 octombrie 2006    | 16 iulie 2007     |
|         | 3       | 44       | 15 octombrie 2007   | 2 iunie 2008      |
|         | 4       | 48       | 13 octombrie 2008   | 11 mai 2009       |
|         | 5       | 40       | 12 octombrie 2009   | 2010              |

## Episoade

### Pilot
| Ep#                                                              | Titlu                       | Data difuzării |
| ---------------------------------------------------------------- | --------------------------- | -------------- |
| S-01                                                             | „Little People, Big Dreams” | 24 martie 2005 |
| Familia Roloff este prezentată în acest episod special de o oră. |                             |                |

### Sezonul 1 (Primăvara 2006)
| Ep # | Total | Titlu                        | Data difuzării  |
| --- | ----- | ---------------------------- | --------------- |
| 1 | 1     | „Living Little”              | 4 martie 2006   |
| Între gemenii Jeremy și Zach există o diferență de înălțime, dar ei tot gemeni sunt.                                                                                  |       |                              |                 |
| 2 | 2     | „Twins?”                     | 4 martie 2006   |
| O serie de activități de zi cu zi demonstrează că gemenii sunt foarte diferiți în ceea ce fac.                                                                        |       |                              |                 |
| 3 | 3     | „Our Little Anniversary”     | 11 martie 2006  |
| Matt si Amy sar peste aniversarea lor datorită programului agitat, astfel încât gemeni și părinții lui Matt organiza o petrecere pentru ei.                           |       |                              |                 |
| 4 | 4     | „Fathers and Sons”           | 11 martie 2006  |
| Băieții au plecat cu cortul în timp ce Amy și Molly au stat acasă. |       |                              |                 |
| 5 | 5     | „Birthday Girls”             | 18 martie 2006  |
| Matt le trimite pe Amy și Molly la o pensiune pentru ca el împreună cu gemenii și tatăl său să aibă timp să renoveze baia.                                            |       |                              |                 |
| 6 | 6     | „Back to School”             | 18 martie 2006  |
| Este prima zi de liceu a lui Zach și Jeremy! |       |                              |                 |
| 7 | 7     | „Testing Zach”               | 25 martie 2006  |
| Zach pică examenul pentru carnetul de conducere de mai multe ori. |       |                              |                 |
| 8 | 8     | „One Farm, Two Dreams”       | 25 martie 2006  |
| Matt si Amy nu sunt de acord cu privire la modul prin care poți face de la ferma.                                                                                     |       |                              |                 |
| 9 | 9     | „Growing Up”                 | 1 aprilie 2006  |
| Jeremy își aduce prietena la fermă;Molly participă la o ședință foto.                                                                                                 |       |                              |                 |
| 10 | 10    | „Treb-U-What?”               | 1 aprilie 2006  |
| În scopul promovării recoltei anuale de dovleaci, Matt și unul dintre prietenii săi proiectează și construiesc o Catapultă.                                           |       |                              |                 |
| 11 | 11    | „Merry Little Christmas”     | 8 aprilie 2006  |
| Este vremea Crăciunului iar Jeremy vrea să petreacă mai mult timp cu prietena sa.                                                                                     |       |                              |                 |
| 12 | 12    | „New Year, New Plan”         | 8 aprilie 2006  |
| Matt plănuiește să renoveze casa. |       |                              |                 |
| 13 | 13    | „Zach's Future”              | 15 aprilie 2006 |
| Matt îl i-a pe Zach într-o excursie pentru a vizita anumite persoane care au nanism și profesii diferite, incluzând un profesor universitar și un sudor pe submarine. |       |                              |                 |
| 14 | 14    | „Try, Try Again”             | 15 aprilie 2006 |
| Zach merge să dea din nou examenul pentru permis. |       |                              |                 |
| 15 | 15    | „Running with the Pack”      | 29 aprilie 2006 |
| Zach participă la o ședință a LPA. |       |                              |                 |
| 16 | 16    | „Calm and Chaos”             | 29 aprilie 2006 |
| Matt și Amy pleacă într-o croazieră de o săptămână. |       |                              |                 |
| 17 | 17    | „Zach's Emergency”           | 6 mai 2006      |
| Durerile de cap severe și starea de greață a lui Zach duc la operație.                                                                                                |       |                              |                 |
| 18 | 18    | „Matt's Big Change”          | 6 mai 2006      |
| După ce ani de zile a fost propiul angajat, Matt se duce din nou la servici.                                                                                          |       |                              |                 |
| 19 | 19    | „First Date”                 | 13 mai 2006     |
| Zach are prima întâknire după ce s-a recuperat complet după operație.                                                                                                 |       |                              |                 |
| 20 | 20    | „Little Kitchen, Big Future” | 13 mai 2006     |
| Înainte ca el să plece într-o călătorie de afaceri de lungă durată el remodelează bucătăria pentru a-i fi mai accesibilă lui, soției lui și lui Zach.                 |       |                              |                 |

### Sezonul 2 (toamna 2006/primăvara 2007)
| Ep # | Total | Titlu                                       | Data difuzării    |
| --- | ----- | ------------------------------------------- | ----------------- |
| 1 | 21    | „Twins at Sixteen”                          | 7 octombrie 2006  |
| Zach și Jeremy se pregătesc pentru a șaisprezecea aniversare. |       |                                             |                   |
| 2 | 22    | „Organizarea lui Amy”                       | 7 octombrie 2006  |
| Familia celebrează ziua mamei iar Matt îi angajează lui Amy un organizator profesionist. |       |                                             |                   |
| 3 | 23    | „The Greenhouse Effect”                     | 14 octombrie 2006 |
| După ce cultura de piersici eșuează, Matt angajează copii și pe prietenii lor pentru a planta dovleci. |       |                                             |                   |
| 4 | 24    | „Get Out of Town”                           | 14 octombrie 2006 |
| Familia se pregătește pentru o vacanță în Hawaii. |       |                                             |                   |
| 5 | 25    | „Roloffs in Paradise”                       | 21 octombrie 2006 |
| Amy se lasă cu greu răsfățată. |       |                                             |                   |
| 6 | 26    | „Aloha, Roloffs”                            | 21 octombrie 2006 |
| Familia Roloff își organizează vacanța până în ultimul minut. |       |                                             |                   |
| 7 | 27    | „Road to the DAAA”                          | 28 octombrie 2006 |
| Conflictul erupe când Matt încearcă să îl ajute pe Zach să facă o echipă de fotbal pentru jocurile Dwarf Athletic Association of America.                                                                       |       |                                             |                   |
| 8 | 28    | „Game On!”                                  | 28 octombrie 2006 |
| Jocurile DAAA încep, iar Zach va juca împotriva unei echipe conduse de Martin Klebba. Prietena lui Zach, Casey Johnson (care concurează la proba de înot de la Jocurile DAAA) apare și ea în acest episod.      |       |                                             |                   |
| 9 | 29    | „Little Fort, Big Deck”                     | 4 noiembrie 2006  |
| În timp ce Matt este plecat într-o călătorie de afaceri, Amy și tatăl lui Matt supraveghează construcția noii terase. Jacob se lovește în timp ce îl ajută pe Zach să facă un fort.                             |       |                                             |                   |
| 10 | 30    | „All Decked Out”                            | 4 noiembrie 2006  |
| Matt se ocupă de inspectorul de construcții care descoperă că noua terasă nu este în conformitate cu normele de siguranță. Între timp copii încep noul an școlar, Jeremy având probleme din cauza părului lung. |       |                                             |                   |
| 11 | 31    | „While Amy's Away”                          | 11 noiembrie 2006 |
| Amy călătorește la San Francisco pentru a-și vizita surorile, în timp ce Matt cumpără un Volkswagen Beetle vechi.                                                                                               |       |                                             |                   |
| 12 | 32    | „Zip to My Lu”                              | 11 noiembrie 2006 |
| Matt construiește o tiroliană la fermă. |       |                                             |                   |
| 13 | 33    | „A Little Thanksgiving: Part One”           | 18 noiembrie 2006 |
| Matt și Amy se pregătesc pentru o reuniune de familie de Ziua Recunoștinței. Dar cu câteva zile înainte, Matt începe o seriosă reamenajare a sufrageriei.                                                       |       |                                             |                   |
| 14 | 34    | „A Little Thanksgiving: Part Two”           | 18 noiembrie 2006 |
| Tatăl lui Amy se plimbă prin fermă și îi dă niște sfaturi lui Matt. Familia face poze împreună și se reunește pentru cina de Ziua Recunoștinței.                                                                |       |                                             |                   |
| 15 | 35    | „A Whole Lotta Little”                      | 2 decembrie 2006  |
| Matt și Zach sosesc în Milwaukee pentru petrecerea anuală a Conferinței Naționale Little People of America. Prietenul lui Zach "Little Zach" apare în acest episod.                                             |       |                                             |                   |
| 16 | 36    | „A Big Little Conference”                   | 2 decembrie 2006  |
| Restul familiei Roloff ajunge la Conferința LPA. Un ortopedist specializat pe problemele celor cu nanism recomandă operație pentru ca Zach să scape de durerile de picior.                                      |       |                                             |                   |
| 17 | 37    | „A Twin Experience”                         | 9 decembrie 2006  |
| Zach zboară în Pasadena pentru a-și vizita niște prieteni cu nanism. Jeremy urmărește un meci de fotbal (la care îl întâlnește pe Freddy Adu) și dă probe pentru US Youth Soccer Olympic Development Program.   |       |                                             |                   |
| 18 | 38    | „Little Fish, Big Apple”                    | 9 decembrie 2006  |
| Amy merge într-o călătorie de afaceri în New York, în timp ce Jeremy se accidentează acasă. |       |                                             |                   |
| 19 | 39    | „Mad About Mules”                           | 16 decembrie 2006 |
| Matt amenință că va demisiona din cauză că nu îi poate ține în frâu pe copii când este plecat. |       |                                             |                   |
| 20 | 40    | „Twin Trouble”                              | 16 decembrie 2006 |
| Picninc la fermele Roloff. |       |                                             |                   |
| 21 | 41    | „Matt on a Mission”                         | 23 decembrie 2006 |
| Un grup de susținere a piticilor fondat de Matt ajută un cuplu de pitici să facă o adopție. |       |                                             |                   |
| 22 | 42    | „Farm Overload”                             | 23 decembrie 2006 |
| Ferma Roloff vinde dovleci, iar Matt își sărbătorește cea de-a 45-a aniversare. |       |                                             |                   |
| 23 | 43    | „Trebuchet Trouble”                         | 9 aprilie 2007    |
| Jacob Roloff și prietenul de familie Mike Detjen sunt răniți de un lansator de dovleci. |       |                                             |                   |
| 24 | 44    | „Accident Aftermath”                        | 9 aprilie 2007    |
| În timp ce Jacob și Mike își revin, Matt le răspunde jurnaliștilor despre incident. |       |                                             |                   |
| 25 | 45    | „Safety First”                              | 16 aprilie 2007   |
| Tatăl lui Matt, Ron, este implicat într-un accident de mașină. |       |                                             |                   |
| 26 | 46    | „While Matt's Away”                         | 16 aprilie 2007   |
| Înainte de a pleca la o convenție, Matt pune la cale o petrecere de ziua lui Amy și Molly. |       |                                             |                   |
| 27 | 47    | „Big Matt on Campus”                        | 23 aprilie 2007   |
| Matt ține un discurs motivațional la un colegiu din Pennsylvania. |       |                                             |                   |
| 28 | 48    | „Drive Me Crazy”                            | 23 aprilie 2007   |
| Gemenii devin destul de mari pentru a primii carnetul de conducere. |       |                                             |                   |
| 29 | 49    | „The Twin's Big Play”                       | 30 aprilie 2007   |
| Jeremy află că nu a fost inclus în echipa de fotbal. |       |                                             |                   |
| 30 | 50    | „Of Moles and Men (episod pierdut)”         | 30 aprilie 2007   |
| Jeremy încearcă să prindă o cârtiță; Jacob are picioare mirositoare. |       |                                             |                   |
| 31 | 51    | „Men's Crisis Center”                       | 7 mai 2007        |
| Matt își găsește jurnalul din copilările. |       |                                             |                   |
| 32 | 52    | „That's Agri-Tainment (episod pierdut)”     | 7 mai 2007        |
| 33 | 53    | „Jacob's Got Game”                          | 14 mai 2007       |
| 34 | 54    | „Amy's Work Is Never Done (episod pierdut)” | 14 mai 2007       |
| 35 | 55    | „Zach's New Ride”                           | 21 mai 2007       |
| 36 | 56    | „Halloween Harvest Hustle (episod pierdut)” | 21 mai 2007       |
| 37 | 57    | „The Storm Before the Storm”                | 28 mai 2007       |
| 38 | 58    | „Final Prep”                                | 28 mai 2007       |
| 39 | 59    | „A Little Surgery”                          | 4 iunie 2007      |
| 40 | 60    | „Marty Comes to Town”                       | 4 iunie 2007      |
| Marty face o vizită la fermă pentru a-l înveseli pe Zach. |       |                                             |                   |
| 41 | 61    | „Room For Improvement”                      | 11 iunie 2007     |
| Matt începe redecorarea camerei copiilor. |       |                                             |                   |
| 42 | 62    | „Jake Turns Ten”                            | 11 iunie 2007     |
| Jacob face zece ani, iar prietenul lui Matt, Sphen, văruiește camera de ziua lui. |       |                                             |                   |
| 43 | 63    | „Roloffs in the Snow”                       | 18 iunie 2007     |
| 44 | 64    | „A Tale of Two Trips”                       | 18 iunie 2007     |
| 45 | 65    | „Too Fast, Too Soon”                        | 25 iunie 2007     |
| 46 | 66    | „Road Scholar”                              | 25 iunie 2007     |
| 47 | 67    | „Matt's Project-Palooza”                    | 2 iulie 2007      |
| 48 | 68    | „Big Deal, Big Deadline”                    | 2 iulie 2007      |
| 49 | 69    | „Viva Little Vegas”                         | 9 iulie 2007      |
| 50 | 70    | „Amy's College Homecoming”                  | 9 iulie 2007      |
| 51 | 71    | „Roloffs & Rollercoasters”                  | 16 iulie 2007     |
| 52 | 72    | „Phun In Phoenix”                           | 16 iulie 2007     |

### Sezonul 3 (toamna 2007/primăvara 2008)
| Ep # | Total | Title                                  | Airdate           |
| ---- | ----- | -------------------------------------- | ----------------- |
| 1    | 73    | „Twins at Seventeen”                   | 15 octombrie 2007 |
| 2    | 74    | „Roloff Road Trip: Yosemite”           | 15 octombrie 2007 |
| 3    | 75    | „Roloff Road Trip: Grand Canyon”       | 22 octombrie 2007 |
| 4    | 76    | „Roloffs & Red Rocks”                  | 22 octombrie 2007 |
| 5    | 77    | „Homeward Bound”                       | 29 octombrie 2007 |
| 6    | 78    | „Garden Up, Barn Down”                 | 29 octombrie 2007 |
| 7    | 79    | „DAAA Games: Amy vs. Zach”             | 5 noiembrie 2007  |
| 8    | 80    | „The Rematch: Marty vs. Zach”          | 5 noiembrie 2007  |
| 9    | 81    | „Kicking into Gear”                    | 12 noiembrie 2007 |
| 10   | 82    | „Jeremy Gets Swamped”                  | 12 noiembrie 2007 |
| 11   | 83    | „Little People Weekend”                | 19 noiembrie 2007 |
| 12   | 84    | „A Little Competition”                 | 19 noiembrie 2007 |
| 13   | 85    | „Paducah”                              | 26 noiembrie 2007 |
| 14   | 86    | „Passport to the Bahamas”              | 26 noiembrie 2007 |
| 15   | 87    | „Roloffs on the Water”                 | 3 decembrie 2007  |
| 16   | 88    | „Roloffs on the Beach”                 | 3 decembrie 2007  |
| 17   | 89    | „A Matter of Matt's Health”            | 10 decembrie 2007 |
| 18   | 90    | „In Too Deep”                          | 10 decembrie 2007 |
| 19   | 91    | „In The Swim”                          | 17 decembrie 2007 |
| 20   | 92    | „License to Drive”                     | 17 decembrie 2007 |
| 21   | 93    | „Before the Trial”                     | 3 martie 2008     |
| 22   | 94    | „Matt on Trial”                        | 3 martie 2008     |
| 23   | 95    | „The Verdict”                          | 10 martie 2008    |
| 24   | 96    | „Three Dates”                          | 10 martie 2008    |
| 25   | 97    | „Sawmill Someday”                      | 17 martie 2008    |
| 26   | 98    | „Tribal Gathering”                     | 17 martie 2008    |
| 27   | 99    | „Pumpkin Sezonul Shove-Off”            | 24 martie 2008    |
| 28   | 100   | „Cruisin' for a Bruisin'”              | 24 martie 2008    |
| 29   | 101   | „Managing Molly”                       | 31 martie 2008    |
| 30   | 102   | „Trick or Trebuchet?”                  | 31 martie 2008    |
| 31   | 103   | „Girls and Boys”                       | 7 aprilie 2008    |
| 32   | 104   | „Mid Term Madness”                     | 7 aprilie 2008    |
| 33   | 105   | „Bright Ideas”                         | 14 aprilie 2008   |
| 34   | 106   | „Rob's Surgery”                        | 14 aprilie 2008   |
| 35   | 107   | „Roloffs Reach Out”                    | 21 aprilie 2008   |
| 36   | 108   | „New Addition”                         | 21 aprilie 2008   |
| 37   | 109   | „Point of No Return”                   | 28 aprilie 2008   |
| 38   | 110   | „A Formal First”                       | 28 aprilie 2008   |
| 39   | 111   | „Amy's Outreach”                       | 5 mai 2008        |
| 40   | 112   | „Addition Impossible”                  | 5 mai 2008        |
| 41   | 113   | „Risky Business (episod pierdut)”      | 12 mai 2008       |
| 42   | 114   | „Girls, Girls, Girls (episod pierdut)” | 12 mai 2008       |
| 43   | 115   | „Summer of 06' (episod pierdut)”       | 19 mai 2008       |
| 44   | 116   | „Growing up Molly (episod pierdut)”    | 19 mai 2008       |
| 43   | 117   | „The Boys of Summer (episod pierdut)”  | 2 iunie 2008      |
| 44   | 118   | „My Life as a Dog (episod pierdut)”    | 2 iunie 2008      |

### Sezonul 4 (toamna 2008/primăvara 2009)
| Ep # | Total | Title                                                | Airdate           |
| ---- | ----- | ---------------------------------------------------- | ----------------- |
| 1    | 119   | „Operation Iraq”                                     | 13 octombrie 2008 |
| 2    | 120   | „Operation Iraq”                                     | 13 octombrie 2008 |
| 3    | 121   | „The Heat Is On”                                     | 20 octombrie 2008 |
| 4    | 122   | „Happy Campers”                                      | 20 octombrie 2008 |
| 5    | 123   | „Nashville Blues”                                    | 27 octombrie 2008 |
| 6    | 124   | „Zach's Charge”                                      | 27 octombrie 2008 |
| 7    | 125   | „Matt's Big Gamble”                                  | 3 noiembrie 2008  |
| 8    | 126   | „What Happens on the Farm?”                          | 3 noiembrie 2008  |
| 9    | 127   | „What The Deck?”                                     | 10 noiembrie 2008 |
| 10   | 128   | „License Revoked”                                    | 10 noiembrie 2008 |
| 11   | 129   | „Can't Win 'em All”                                  | 17 noiembrie 2008 |
| 12   | 130   | „Keep It Together”                                   | 17 noiembrie 2008 |
| 13   | 131   | „Addition Accomplished”                              | 24 noiembrie 2008 |
| 14   | 132   | „Escape to Orlando”                                  | 24 noiembrie 2008 |
| 15   | 133   | „The Bug Is Back”                                    | 1 decembrie 2008  |
| 16   | 134   | „Surprising Amy”                                     | 1 decembrie 2008  |
| 17   | 135   | „Twins At Eighteen”                                  | 8 decembrie 2008  |
| 18   | 136   | „Big Sister, Little Brother”                         | 8 decembrie 2008  |
| 19   | 137   | „A Roloff Winterland Part 1”                         | 15 decembrie 2008 |
| 20   | 138   | „A Roloff Winterland Part 2”                         | 15 decembrie 2008 |
| 21   | 139   | „Friend of the Family”                               | 22 decembrie 2008 |
| 22   | 140   | „Death in the Family”                                | 22 decembrie 2008 |
| 23   | 141   | „Back to Iraq: Part 1”                               | 16 februarie 2009 |
| 24   | 142   | „Back to Iraq: Part 2”                               | 16 februarie 2009 |
| 25   | 143   | „The Graduate”                                       | 23 februarie 2009 |
| 26   | 144   | „Michigan Knights”                                   | 23 februarie 2009 |
| 27   | 145   | „Somewhere in Time”                                  | 2 martie 2009     |
| 28   | 146   | „Where It All Began”                                 | 2 martie 2009     |
| 29   | 147   | „Here Come the Hogkillers”                           | 9 martie 2009     |
| 30   | 148   | „Roloffs on the River”                               | 9 martie 2009     |
| 31   | 149   | „Troubled Waters”                                    | 16 martie 2009    |
| 32   | 150   | „Southern Comfort”                                   | 16 martie 2009    |
| 33   | 151   | „Roloffs in Relief”                                  | 23 martie 2009    |
| 34   | 152   | „A Bridge Too Near”                                  | 23 martie 2009    |
| 35   | 153   | „Who's In Charge”                                    | 30 martie 2009    |
| 36   | 154   | „Big Twins on Campus”                                | 30 martie 2009    |
| 37   | 155   | „Driving Miss Molly”                                 | 6 aprilie 2009    |
| 38   | 156   | „On the Road Again (episod pierdut)”                 | 6 aprilie 2009    |
| 39   | 157   | „Space Jake”                                         | 13 aprilie 2009   |
| 40   | 158   | „Of Mud and Management (episod pierdut)”             | 13 aprilie 2009   |
| 41   | 159   | „Try, Try, Trebuchet”                                | 20 aprilie 2009   |
| 42   | 160   | „Reaching Jacob (episod pierdut)”                    | 20 aprilie 2009   |
| 43   | 161   | „Biggest Sezonul Ever?”                              | 27 aprilie 2009   |
| 44   | 162   | „The Secret Lives of Teenage Twins (episod pierdut)” | 27 aprilie 2009   |
| 45   | 163   | „The Tractor and the Tortoise”                       | 4 mai 2009        |
| 46   | 164   | „Memories of Iraq (episod pierdut)”                  | 4 mai 2009        |
| 47   | 165   | „Matt Maxed Out”                                     | 11 mai 2009       |
| 48   | 166   | „Roughing It (episod pierdut)”                       | 11 mai 2009       |

### Sezonul 5 (toamna 2009/primăvara 2010)
| Ep # | Total | Title                   | Airdate           |
| ---- | ----- | ----------------------- | ----------------- |
| 1    | 167   | „King of His Castle?”   | 12 octombrie 2009 |
| 2    | 168   | „Last Dance”            | 12 octombrie 2009 |
| 3    | 169   | „Downhill Dwarf”        | 19 octombrie 2009 |
| 4    | 170   | „Game Over”             | 19 octombrie 2009 |
| 5    | 171   | „School of Hard Knocks” | 26 octombrie 2009 |
| 6    | 172   | „A House Divided”       | 26 octombrie 2009 |
| 7    | 173   | „Zach's First Stand”    | 2 noiembrie 2009  |
| 8    | 174   | „No Matt Is an Island”  | 2 noiembrie 2009  |
| 9    | 175   | „Texting 1, 2, 3”       | 9 noiembrie 2009  |
| 10   | 176   | „Coach Zach”            | 9 noiembrie 2009  |
| 11   | 177   | „Mother's Day?”         | 16 noiembrie 2009 |
| 12   | 178   | „Making the Grade”      | 16 noiembrie 2009 |
| 13   | 179   | „Little Slickers”       | 30 noiembrie 2009 |
| 14   | 189   | „Unhappy Trails”        | 30 noiembrie 2009 |
| 15   | 181   | „Amy on Her Own”        | 7 decembrie 2009  |
| 16   | 182   | „Zach's Ear”            | 14 decembrie 2009 |
| 17   | 183   | „Married at Mid-Life”   | 14 decembrie 2009 |
| 18   | 184   | „Diploma Drama”         | 21 decembrie 2009 |
| 19   | 185   | „Pomp and Circumstance” | 21 decembrie 2009 |
| 20   | 186   | „Little Americans”      | 27 decembrie 2009 |